# Гроб и споменик Васе Пелагића и Димитрија Марковића
Гроб и споменик Васе Пелагића и Димитрија Марковића у Пожаревцу представљају непокретно културно добро као споменик културе.
На Старом гробљу у Пожаревцу налази се гроб Васе Пелагића (1838 — 1899), српског просветитеља и публицисте, који је уз Светозара Марковића и Димитрија Ценића био представник утопијског социјализма код Срба у другој половини 19. века.
Васа Пелагић је био просветни радник и народни лекар који је живот посветио борби за политичку слободу и социјалну правду. Његова књига са највећим бројем издања је Стварни народни учитељ из 1879. године. Због својих идеја био је прогањан, затваран у лудницу и осуђиван. Преминуо је у затвору у Пожаревцу 25. јануара 1899. године и сахрањен на Старом гробљу у Пожаревцу, у делу који је тада носио назив „Гробље за невернике, цигане и робијаше”. Пожаревљанин Драга Димитријевић је по очевој жељи подигао заједнички надгробни споменик своме оцу ћурчији Димитрију Марковићу (1835 — 1920) и Васи Пелагићу, а на споменику је дао да се уклеше текст Овде почивају два стара друга који нађоше смрт у својој судбини.
Након Другог светског рата постављено је спомен обележје од белог мермера у облику отворене књиге, са цитатом из Пелагићеве књиге Умовање здравог разума објављене 1880. године:
Заблуда је основни узрок свих зала … Свјетлост науке и здравог разума дужна је да растјера кужну маглуштину свих предрасуда. Данас већ нема силе на свету која би могла зауставити силовиту струју социјализма нит има озбиљног мислиоца који пориче правичност и његову умешност. Само понеки угњетачи мрачњаци и варалице радног народа и омладине плаше се социјализма.— Умовање здравог разума - Васа Пелагић